# Pyura pantex
Pyura pantex är en sjöpungsart som först beskrevs av Savigny 1816.  Pyura pantex ingår i släktet Pyura och familjen lädermantlade sjöpungar. Inga underarter finns listade i Catalogue of Life.